# Marly-sur-Arroux
 Marly-sur-Arroux  es una población y comuna francesa, en la región de Borgoña, departamento de Saona y Loira, en el distrito de Charolles y cantón de Toulon-sur-Arroux.

## Demografía
| 366 | 380 | 340 | 369 | 380 | 361 |
| Para los censos de 1962 a 1999 la población legal corresponde a la población sin duplicidades (Fuente: INSEE [Consultar]) |     |     |     |     |     |